# Sense límits (pel·lícula de 2008)
|  | Per a altres significats, vegeu «Sense límits (pel·lícula de 2011)». |

Sense límits (títol original en anglès: Little Ashes) és una pel·lícula hispanobritànica de 2008 dirigida per Paul Morrison, i que relata les vides i amors de l'artista Salvador Dalí, el cineasta Luis Buñuel i l'escriptor Federico García Lorca de joves. La pel·lícula va guanyar el GLAAD Media Award a la millor pel·lícul·la, i ha estat doblada al català.
El títol original en anglès prové d'un quadre de Dalí de 1928 anomenat Cenicitas (little ashes en aquesta llengua), conegut originalment com El naixement de Venus, després com Esforços estèrils i finalment com Cenicitas, exposat per primera vegada a Madrid el 1929 i posteriorment a París el 1931, i que en l'actualitat forma part de la col·lecció del Museu Reina Sofia de Madrid.

## Argument
L'any 1922, un jove Salvador Dalí (Robert Pattinson) de 18 anys arriba a Madrid per a realitzar els seus estudis universitaris i s'allotja a la Residencia de Estudiantes, on troba un ambient de modernitat en el qual estudien les elits culturals espanyoles. Salvador, obstinat a convertir-se en pintor, aviat crida l'atenció del cercle d'artistes de la residència, al qual s'unirà forjant una gran amistat amb el poeta Federico García Lorca (Javier Beltrán) i el futur cineasta Luis Buñuel (Matthew McNulty).
La seva relació es complica quan Federico, ignorant els avanços amorosos de la seva amiga i escriptora Magdalena (Marina Gatell), comença a sentir-se atret per Salvador, i el mateix Salvador resulta fascinat pel magnetisme de Lorca. Luis, que es va sentint desplaçat a mesura que la relació entre tots dos es va fent més estreta, decideix traslladar-se a París, l'epicentre de l'art del moment, per a complir amb les seves pròpies ambicions artístiques. Allà el visitaran els seus dos amics abans que aquests vagin a passar l'estiu junts a la residència familiar de Dalí a Cadaqués.
A la localitat empordanenca, Federico se sent integrat en la família de Dalí i cada vegada més enamorat de Salvador. La seva relació es va fent cada vegada més íntima, fins que una nit la seva amistat es converteix en alguna cosa més. Quan Luis els fa una visita, sospita aquest canvi en la relació i ho desaprova. Però la relació està condemnada. Dalí troba que l'obsessió de Lorca per ell el supera, i, incapaç de gestionar els sentiments que aquest li professa, també es trasllada a París. Allà, submergit en l'alta societat i la seva decadència, coneix Gala (Arly Jover), una dona casada i amb certa inclinació pels famosos. Quan Lorca va a visitar-lo, troba que el seu amic ha canviat en tots els sentits, el seu amor cap a ell, la seva forma de vida, les seves idees polítiques i la seva orientació sexual.

## Repartiment
- Robert Pattinson: Salvador Dalí
- Javier Beltrán: Federico García Lorca
- Matthew McNulty: Luis Buñuel
- Marina Gatell: Magdalena
- Bruno Oro: Paco
- Esther Nubiola: Adela
- Marc Pujol: Carlos
- Arly Jover: Gala Dalí
- Simó Andreu: Fernando del Valle
- Vicky Peña: tieta de Magdalena
- Diana Gómez: Ana María
- Pep Sais: professor d'art
- Joan Picó: jove oficial

## Crítica
Sense límits té una qualificació a l'agregador Rotten Tomatoes del 24%, i una qualificació mitjana de 4,9 sobre 10; el consens del lloc afirma que té un excel·lent repartiment, però que pateix un to desigual i un excedent de moments involuntàriament ximples.
Ty Burr, del Boston Globe, va criticar durament la pel·lícula i va escriure: "El que pretén ser una mirada atrevida a la sexualitat reprimida, a tres bandes i tot, té el pes dramàtic d'un còmic d'amor vertader".
Greg Quill, del Toronto Star, va escriure: "Fins i tot els paisatges de ciutat i les escenes rurals ricament texturades i ressonants del director de fotografia Adam Suschitzky no poden compensar un guió defectuós i interpretacions febles en el que podria haver estat un poderós drama històric". Chris Hewitt, del St. Paul Pioneer Press, va comentar: "La pel·lícula, amb el seu rerefons mal pintat, la seva actuació rígida i la seva falta total d'impuls dramàtic, fa vergonya de veure". Betsy Sharkey, de Los Angeles Times, la va qualificar de fantasia històrica i tafaneries embolicades en gasa, bonica de veure però, com els rumors de l'aventura amorosa, carent de substància. Tanmateix, Steven Rea, de The Philadelphia Inquirer, en va fer una revisió positiva anomenant-la "una petita biografia atrevidament sincera i diàfana".
D'altra banda, la pel·lícula cau en diversos errors importants, com ara el d'anomenar Gala com la dona de Pablo Picasso en comptes del poeta Paul Éluard.